# 일리카페
일리카페(Illycaffè)는 이탈리아의 커피 회사이다.